# Carbonari
Carbonari („Cărbunarii”) este denumirea unei rețele informaționale de societăți secrete revoluționare active în Italia între 1800 și 1831. Carbonari din Italia au influențat și alte grupuri revoluționare din Franța, Portugalia, Spania, Brazilia, Uruguay și Rusia.  Deși obiectivele lor aveau adesea o bază patriotică și liberală, le lipsea o agendă politică imediată clară.  Au fost un punct de interes pentru cei nemulțumiți de situația politică represivă din Italia după 1815, în special în sudul Peninsulei Italiene.   Membrii Carbonari și cei influențați de aceștia au luat parte la evenimente importante din procesul de unificare a Italiei (numit Risorgimento), în special Revoluția eșuată din 1820 și la dezvoltarea ulterioară a naționalismului italian. Scopul principal a fost de a învinge tirania și de a stabili un guvern constituțional. În nordul Italiei, alte grupuri, precum Adelfia și Filadelfia, erau organizații asociate.  

## Organizare
Carbonari era o societate secretă împărțită în mici celule ascunse împrăștiate în Italia. Deși agendele au variat, dovezile sugerează că, în ciuda variațiilor regionale, cei mai mulți dintre ei au fost de acord asupra creării unei Italii liberale și unificate.  Carbonari au fost anticlericali atât în filozofie, cât și în program. Constituția papală „Ecclesiam a Jesu Christo” și enciclica Qui pluribus au fost îndreptate împotriva lor. Controversatul document Alta Vendita, care solicita o preluare liberală sau modernistă a Bisericii Catolice, a fost atribuit carboneriei siciliene. 

## Istorie

### Origini
Deși nu este clar unde au fost înființați de fapt,  au devenit pentru prima dată proeminente în Regatul Napoli în timpul războaielor napoleoniene. Deși unele dintre documentele societății susțineau că are origini în Franța medievală  și că progenitorii săi au fost sub patronajul lui Francisc I al Franței în timpul secolului al XVI-lea, această afirmație nu poate fi verificată de surse externe. Deși au fost avansate o multitudine de teorii cu privire la originile Carbonari,  organizația a apărut cel mai probabil ca o ramură a Francmasoneriei,  ca parte a răspândirii ideilor liberale din Revoluția Franceză. Ei au devenit mai întâi influenți în Regatul Napoli (sub controlul lui Joachim Murat) și în Statele Papale, cea mai rezistentă opoziție față de Risorgimento. 
Fiind o societate secretă care a fost adesea vizată pentru suprimare de către guvernele conservatoare, Carbonari a funcționat în mare parte în secret. Numele Carbonari i-a identificat pe membri cu „arzătorii de cărbuni” din mediul rural; locurile în care se întâlneau se numeau „barăci” și „cabane”, membrii se apelau prin „verii buni” în timp ce oamenii care nu aparțineau de Carbonari erau numiți „păgâni” sau „cumetri”. Aveau loc ceremonii speciale pentru inițierea membrilor. 
Scopul Carbonari a fost crearea unei monarhii constituționale sau a unei republici; doreau, de asemenea, să apere drepturile oamenilor de rând împotriva tuturor formelor de absolutism.  Carbonari, pentru a-și atinge scopul, discutau despre stimularea revoltelor armate.
Calitatea de membru a fost împărțită în două clase - ucenic și maestru. Existau două moduri de a deveni maestru: prin a fi ucenic timp de cel puțin șase luni sau prin a fi deja francmason la intrare.  Ritualurile lor de inițiere erau structurate în jurul comerțului cu vânzarea cărbunelui, potrivit numelui lor.
În 1814 Carbonari doreau să obțină prin forță o constituție pentru Regatul celor Două Sicilii . Regele Bourbon, Ferdinand I al celor Două Sicilii, li s-a opus. Bonapartistul Joachim Murat dorise să creeze o Italie unită și independentă. În 1815, Ferdinand I și-a găsit regatul plin de ei. Societatea din Regno cuprindea nobili, ofițeri ai armatei, mici arendatori, oficiali guvernamentali, țărani și preoți, cu o mică clasă de mijloc urbană. Societatea era dominată de papalitate.  La 15 august 1814, cardinalii Ercole Consalvi și Bartolomeo Pacca au emis un edict prin care interzicea toate societățile secrete, aderarea la aceste asociații secrete, participarea la întâlnirile lor sau asigurarea unui loc de întâlnire pentru acestea, sub sancțiuni severe. 

### Revoltele din 1820 și 1821
Carbonari a apărut pentru prima dată în timpul rezistenței la ocupația franceză, în special sub Joachim Murat, regele bonapartist din Napoli. Cu toate acestea, odată ce războaiele s-au încheiat, au devenit o organizație naționalistă cu o tendință anti-austriacă marcată și au jucat un rol esențial în organizarea revoluțiilor în Italia în 1820-1821 și 1831.
Revoluția din 1820 a început la Napoli împotriva regelui Ferdinand I. Revolte, inspirate de evenimentele din Cádiz, Spania, în același an, au avut loc la Napoli, bandând obiective anti-absolutiste și cerând o constituție liberală. La 1 iulie, doi ofițeri, Michele Morelli și Joseph Silvati (care făcuseră parte din armata lui Murat sub conducerea lui Guglielmo Pepe) au mărșăluit spre orașul Nola din Campania în fruntea regimentelor lor de cavalerie.
Îngrijorat de proteste, regele Ferdinand a fost de acord să acorde o nouă constituție și adoptarea unui parlament. Victoria, deși parțială, iluzorie și aparentă, a stârnit multă speranță în peninsulă și conspiratorii locali, conduși de Santore di Santarosa, au mărșăluit spre Torino, capitala Regatului Sardiniei și la 12 martie 1821 au obținut o monarhie constituțională și reforme liberale ca urmare a acţiunilor Carbonari. Cu toate acestea, Sfânta Alianță nu a tolerat astfel de compromisuri revoluționare și în februarie 1821 a trimis o armată care i-a învins pe insurgenții depășiți numeric și slab echipați din sud. În Piemont, regele Vittorio Emanuele I, nehotărât ce să facă, a abdicat în favoarea fratelui său Carol Felix al Sardiniei; dar Charles Felix, mai hotărât, a invitat o intervenție militară austriacă. La 8 aprilie, armata habsburgică i-a învins pe rebeli, iar revoltele din 1820–1821, declanșate aproape în întregime de Carbonari, au sfârșit prin a se prăbuși. 
La 13 septembrie 1821, Papa Pius al VII-lea, cu bula Ecclesiam a Jesu Christo, i-a condamnat pe Carbonari ca fiind o societate secretă a francmasonilor, excomunicându-și membrii. 
Printre principalii conducători ai Carbonari, Morelli și Silvati au fost condamnați la moarte; Pepe a plecat în exil; Federico Confalonieri, Silvio Pellico și Piero Maroncelli au fost închiși.

### Revoltele din 1831
Carbonari au fost bătuți, dar nu învinși; au luat parte la revoluția din iulie 1830  care a susținut politica liberală a regelui Ludovic Filip al Franței pe aripile victoriei pentru răscoala de la Paris. Carbonari italieni au luat armele împotriva unor state din centrul și nordul Italiei, în special statele papale și Modena. 
Ciro Menotti urma să preia frâiele inițiativei, încercând să găsească sprijinul ducelui Francisc al IV-lea de Modena, care s-a prefăcut că răspunde pozitiv în schimbul acordării titlului de rege al Italiei, dar ducele a făcut jocul dublu și Menotti, practic neînarmat, a fost arestat cu o zi înainte de data fixată pentru răscoală. Francisc al IV-lea, la sugestia omului de stat austriac Klemens von Metternich, îl condamnase la moarte, împreună cu mulți alții dintre aliații lui Menotti. Acesta a fost ultimul efort major al grupului secret. 

### Urmări
În 1820, Carbonari napolitani au ridicat din nou armele, pentru a smulge o constituție regelui Ferdinand I. Ei au înaintat împotriva capitalei de la Nola sub conducerea unui ofițer militar și a starețului Minichini. Lor li s-a alăturat generalul Pepe și mulți ofițeri și oficiali guvernamentali, iar regele a depus jurământul de a respecta constituția spaniolă la Napoli. Mișcarea s-a extins în Piemont, iar Victor Emmanuel a demisionat de la tron în favoarea fratelui său Charles Felix. A fost doar prin intervenția Austriei. Carbonari și-a continuat în secret agitația împotriva Austriei și a guvernelor într-o legătură amicală cu aceasta. Au format o Vendita. Papa Pius al VII-lea a emis o condamnare generală a societății secrete Carbonari. Asociația și-a pierdut influența treptat și a fost absorbită treptat de noile organizații politice care au apărut în Italia; membrii săi s-au afiliat în special cu „Tânăra Italie” a lui Mazzini. Din Italia, organizația a fost dusă în Franța, unde a apărut ca Charbonnerie, care a fost împărțită în versuri. Membrii au fost mai numeroși la Paris. Scopul principal al asociației în Franța era și politic, și anume obținerea unei constituții în care concepția despre suveranitatea poporului să poată găsi expresie. De la Paris, mișcarea s-a răspândit rapid prin țară și a fost cauza mai multor revolte în rândul trupelor; și-a pierdut din importanță după ce mai mulți conspiratori au fost executați, mai ales că au izbucnit certuri între conducători. Charbonnerie a luat parte la Revoluția din 1830; după căderea Bourbonilor, influența sa a scăzut rapid. După aceasta s-a format o Charbonnerie Democratique printre republicanii francezi; după 1841 nu s-a mai auzit nimic despre asta. Carbonari se găseau și în Spania, dar numărul și importanța lor erau mai limitate decât în celelalte țări romanice. 
În 1830, Carbonari a luat parte la Revoluția din iulie din Franța. Acest lucru le-a dat speranța că o revoluție de succes ar putea fi organizată în Italia. O licitație la Modena a fost un eșec total, dar în februarie 1831, mai multe orașe din Statele Papale s-au ridicat și au zburat cu tricolorul Carbonari. O forță de voluntari a mărșăluit asupra Romei, dar a fost distrusă de trupele austriece care interveniseră la cererea Papei Grigore al XVI-lea. După revoltele eșuate din 1831, guvernele diferitelor state italiene au reprimat carbonarii, care acum practic au încetat să mai existe. Membrii mai pricepuți și-au dat seama că nu ar putea niciodată să înfrunte armata austriacă în luptă deschisă și s-au alăturat unei noi mișcări, Giovane Italia („Tânăra Italia”) condusă de naționalistul Giuseppe Mazzini. Independent de filadelfienii francezi au fost în schimb grupul omonim carbonara născut în sudul Italiei, în special în Puglia [3] și în Cilento, între 1816 și 1828. În Cilento, în 1828, o insurecție din Philadelphia, care a cerut restaurarea Constituției napolitane din 1820, a fost reprimată cu înverșunare de către directorul poliției Bourbon Francesco Saverio Del Carretto: printre atrocități, amintim distrugerea satului din Bosco.

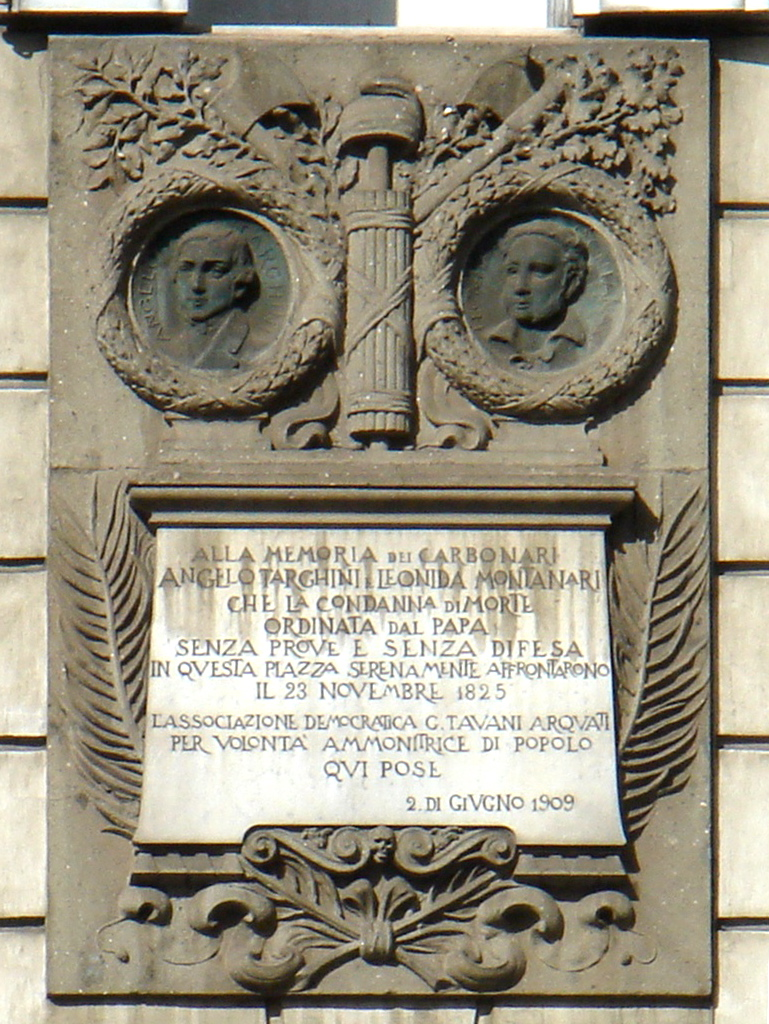
Placă în memoria lui Angelo Targhini și Leonida Montanari, condamnați la moarte de Papă în 1825

Această înfrângere a făcut clar pentru mulți Carbonari (cum ar fi Giuseppe Mazzini, unul dintre cei mai acuți conducători Carbonari) că din punct de vedere militar, mai ales dacă sunt singuri, nu pot concura cu Austria, una dintre cele mai mari puteri ale Vechiului Continent. Ei au fondat o nouă societate secretă numită Tânăra Italia, în care mulți membri își aveau originile și inspirația până la Carbonari. Scăzând rapid în influență și membri, Carbonarii au încetat practic să mai existe, deși istoria oficială a acestei importante companii continuase, obosită, până în 1848.

## Sfântul Ocrotitor
Membrii Carboneria îl recunosc pe Teobald de Provins drept patronul minerilor de cărbuni (precum și al concierilor). De fapt, de exemplu, tatăl lui Felice Orsini, care aparținea de Carbonerie, a vrut să-i dea acestuia numele de Orso Teobaldo Felice.

## Membri proeminenți
Membri proeminenți ai Carbonari au fost:
- Gabriele Rossetti
- Amand Bazard
- Silvio Pellico (1788–1854) și Pietro Maroncelli (1795–1846)

ambii au fost închiși de austrieci ani de zile, mulți dintre care i-au petrecut în fortăreața Spielberg din Brno, Moravia de Sud. După eliberare, Pellico a scris cartea Le mie prigioni, descriind în detaliu calvarul său de zece ani. Maroncelli și-a pierdut un picior în închisoare și a jucat un rol esențial în traducerea și editarea cărții lui Pellico la Paris (1833).
- Giuseppe Mazzini
- Marchizul de Lafayette (eroul revoluțiilor americane și franceze),
- Louis-Napoléon Bonaparte (viitorul împărat francez Napoleon al III-lea) Aproape sigur, dar foarte disputat.
- Revoluționarul francez Louis Auguste Blanqui .
- Lord Byron
- Giuseppe Garibaldi [ <span title="This claim needs references to reliable sources. (July 2021)">necesită citare</span> ]

## Moştenire

### În Portugalia
Carbonari portughezi (Carbonária) a fost fondată acolo pentru prima dată în 1822, dar a fost desființată curând.
O nouă organizație cu același nume și care se pretinde a fi o continuare a acesteia a fost fondată în 1896 de către Artur Augusto Duarte da Luz de Almeida. Această organizație a fost activă în eforturile de educare a oamenilor și a fost implicată în diferite conspirații antimonarhiste. În special, membrii Carbonária au fost activi în asasinarea regelui Carol I și a moștenitorului său, Prințul Louis Philip, în 1908. Membrii Carbonária au jucat, de asemenea, un rol în revoluția din 5 octombrie 1910, care a detronat Monarhia Constituțională și a pus în aplicare republica.  O caracteristică comună dintre ei a fost ostilitatea lor față de Biserică și au contribuit la anticlericalismul republicii. 

### În altă parte în Europa
Două rezultate de mare importanță în progresul revoluției europene (Revoluțiile din 1848) au rezultat din evenimentele care au avut loc la Napoli în 1820-21. Una a fost reorganizarea Carbonari, ca urmare a publicității acordate organizației lor atunci când aceasta a dus la revoluție (și secretul în care fusese învăluit până atunci nu a mai fost considerat necesar); celălalt era extinderea organizaţiei dincolo de Alpi. După ce a avut loc revoluția napolitană, carbonarii au ieșit din misterul lor, și-au publicat statutul constituțional și au încetat să-și ascundă programul și cărțile de membru. 
În special, dispersarea liderilor Carbonari a avut, în același timp, ca efect extinderea influenței lor în Franța. Generalul Guglielmo Pepe a plecat la Barcelona când contrarevoluția era iminentă la Napoli și viața lui nu mai era în siguranță acolo; și în același oraș s-au dus câțiva dintre revoluționiștii piemontezi când țara a fost austriacă după aceeași manieră fără lege. Dispersarea lui Scalvini și Ugoni care s-au refugiat la Geneva și a altor proscriși care au mers la Londra s-au adăugat la progresul pe care carbonarismul îl făcea în Franța, i-a sugerat generalului Pepe ideea unei societăți secrete internaționale, care să se combine într-un scop comun. reformatorii politici avansați ai tuturor statelor europene. 

### America de Sud
Giuseppe Garibaldi a fost numit „Eroul celor două lumi” din cauza întreprinderilor sale militare din Brazilia, Uruguay și Europa. În 1836, Garibaldi a preluat cauza Republicii Rio Grande do Sul în încercarea sa de a se separa de Imperiul Braziliei, alăturându-se rebelilor cunoscuți sub numele de Ragamuffins în Războiul Ragamuffin (1835-1845). În 1841, Garibaldi s-a mutat la Montevideo, Uruguay. În 1842, a preluat comanda flotei uruguayene și a ridicat o „legiune italiană” de soldați pentru războiul civil din Uruguay (1839-1851). El și-a aliniat forțele cu o facțiune compusă din uruguayenii Colorado și argentinienii unitari. Această facțiune a primit sprijin din partea Imperiului Francez și Britanic în lupta lor împotriva forțelor guvernului uruguayan și ale federalilor argentinieni.

### În literatură
Povestea Vanina Vanini de Stendhal a implicat un erou din Carbonari și o eroină care a devenit obsedată de asta. A fost transformat într-un film în 1961.
Povestea lui Robert Louis Stevenson „The Pavilion on the Links” îi prezintă pe Carbonari drept răufăcătorii complotului.
Romanul lui Katherine Neville Focul îi prezintă pe Carbonari ca parte a unui complot care implică un serviciu mistic de șah.
În Wilkie Collins „Femeia în alb”, personajul profesorului Pesca este membru al „Frăției”, o organizație plasată în același timp cu Carbonari și prezentată în mod similar. Clyde Hyder bănuiește că modelul pentru Prof. Pesca a fost Gabriele Rossetti, care a fost membru al Carbonari, precum și un profesor italian rezident la Londra în anii 1840.
Biografia lui Anton Felix Schindler despre Beethoven „Beethoven, as I Knew Him” afirmă că legătura sa strânsă cu compozitorul a început în 1815, când acesta din urmă a cerut o relatare despre implicarea lui Schindler într-o revoltă a susținătorilor lui Napoleon la Viena, care erau agitându-se împotriva revoltelor Carbonari. Schindler a fost arestat și a pierdut un an la facultate. Beethoven a fost simpatic și, ca urmare, a devenit un prieten apropiat cu Schindler.
Carbonari sunt menționați în mod proeminent în nuvela Sherlock Holmes „The Adventure of the Red Circle” (1911), scrisă de Sir Arthur Conan Doyle.
Carbonari sunt menționați pe scurt și în cartea „Resurrection Men” a lui TK Welsh, în care tatăl personajului principal este membru al organizației secrete.
Ei apar în „The Stress of Her Regard ” din Tim Powers ca oponenți ai Imperiului Austriac susținut de vampiri.
Se spune că bunicul domnului Settembrini din Muntele Magic al lui Thomas Mann este Carbonari.
Carbonari sunt menționați în The Hundred Days de Patrick O'Brian, parte din seria Aubrey-Maturin.
Cimitirul din Praga de Umberto Eco îi menționează pe Carbonari, cu personajul principal alăturându-le ca spion.
În Călărețul de pe acoperiș, personajul lui Angelo Pardi este un tânăr colonel de husari carbonaro italian.
Ele apar și în romanul lui Carmen Mola La Bestia (2021).

## Adaptări de film
- Vanina Vanini, de Roberto Rossellini (1961), adaptare după romanul omonim al lui Stendhal.
- Nell'anno del Signore, de Luigi Magni (1969).
- Allonsanfan, de frații Taviani (1973).
- Călărețul de pe acoperiș, de Jean-Paul Rappeneau (1995), adaptare după romanul omonim al lui Jean Giono.